# 森本加奈
森本 加奈 (もりもと かな) は、日本の検察官。大津地方検察庁検事正、最高検察庁検事、内閣府独立公文書管理監、最高検公判部長等を経て、法務総合研究所所長。

## 経歴
神奈川県出身。東京大学法学部を卒業後、1992年検事任官し、東京地方検察庁検事、司法研修所教官、国税庁国税不服審判所国税審判官、2014年東京高等検察庁検事 兼 法務省人権擁護局総務課長、2016年東京高検検事兼国税庁東京国税不服審判所長 (首席国税審判官) を歴任。
2019年最高検察庁検事、2021年大津地方検察庁検事正、2022年最高検検事 兼 内閣府独立公文書管理監 兼 情報保全監察室長 兼 公文書監察室長、2024年最高検公判部長、同年法務総合研究所所長。
夫は検察官の森本宏法務省刑事局長。